# We Are the One
We Are the One è un singolo del rapper sudcoreano Psy, estratto dal suo quarto album in studio Ssajib e pubblicato il 10 aprile 2006.